# Heriades hercules
Heriades hercules är en biart som beskrevs av Embrik Strand 1911. Heriades hercules ingår i släktet väggbin, och familjen buksamlarbin. Inga underarter finns listade i Catalogue of Life.